# Rob Kloet
Rob Kloet (Amsterdam, 16 juni 1952) is een Nederlands drummer. Hij is de drummer bij de Nederlandse popgroep Nits.
Kloet is met Henk Hofstede het enige lid van Nits dat sinds de oprichting in 1974 zonder onderbreking deel uitmaakt van de groep. Kloet treedt incidenteel op met andere artiesten, onder wie de Zwitserse percussionist Fritz Hauser. Ook is hij te horen op cd's van onder anderen de Russische zangeres Marynka Nicolaï en de Nederlandse band Chelsea Hotel. Verder heeft hij muziek gecomponeerd voor enkele TV documentaires in de eerste helft van de jaren 90.
Vanaf 2006 is Kloet zich ook solo buiten Nits gaan manifesteren. Hij organiseerde workshops, waarin groepen zelf percussie-instrumenten maakten en er vervolgens mee gingen spelen. In 2006 trad Kloet in Oosthuizen voor het eerst op met dichteres Anne van Amstel. Naast het illustreren van de gedichten speelde Kloet ook enkele gecomponeerde en geïmproviseerde stukken. Een tweede gezamenlijk optreden volgde in 2007 op het literaire festival Vurige Tongen te Ruigoord. In de Nits-studio zijn opnamen gemaakt voor een bundel-met-cd die in september 2008 door Uitgeverij Voetnoot wordt uitgebracht, onder de titel 'Vlinderslag'.
In januari 2008 verscheen 'Drumset with Dog' (Uitgeverij d'Jonge Hond), een boek met cd met 14 percussie-composities door Rob Kloet, geïnspireerd door het werk van de Engelse kunstenares Helen Frik.